# Ilex macbridiana
Ilex macbridiana är en järneksväxtart som beskrevs av Edwin. Ilex macbridiana ingår i släktet järnekar, och familjen järneksväxter. Inga underarter finns listade i Catalogue of Life.